# Marcus Tychsen

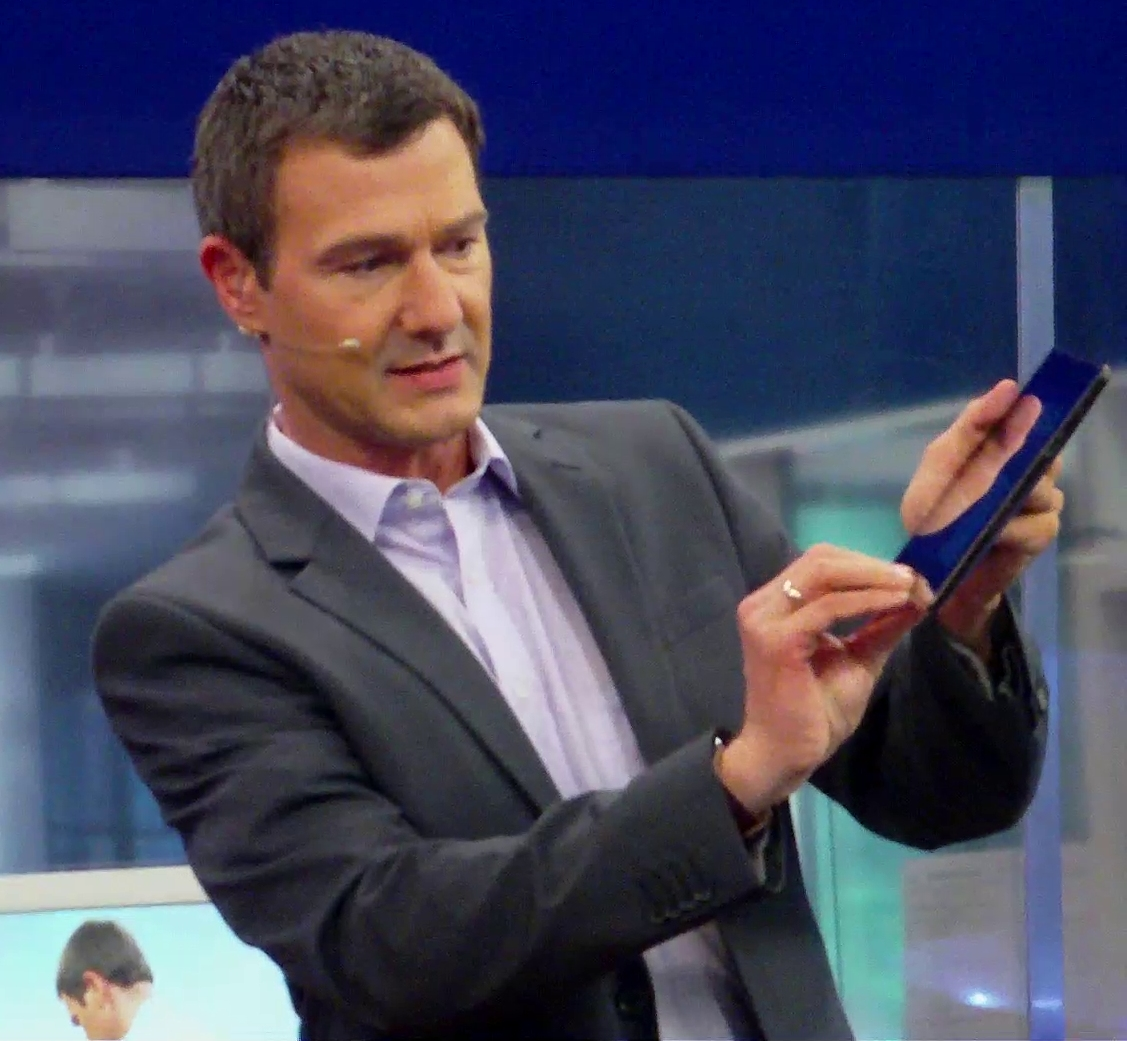
Marcus Tychsen (IFA 2011)

Marcus Tychsen (* 18. April 1970 in Neuburg an der Donau) ist ein deutscher Fernsehmoderator und Nachrichtensprecher.

## Wirken
Tychsen absolvierte ab 1990 ein Studium der Germanistik an der Rheinischen Friedrich-Wilhelms-Universität Bonn. Zu dieser Zeit arbeitete er als freier Mitarbeiter bei der Kölnischen/Bonner Rundschau. Zwischen 1994 und 1995 machte Marcus Tychsen ein Volontariat im Bonner ProSieben-Studio. Er arbeitete von 1995 bis 1997 in der Redaktion des ProSieben-Studios in Berlin. Anschließend wurde er stellvertretender Studioleiter des Berliner ProSieben-Studios und übernahm diese Arbeit bis 1999. Schon zum Sendestart von N24 (jetzt Welt) im Januar 2000 war Marcus Tychsen als Moderator, Redakteur und Reporter für die Nachrichten zuständig und ist auch heute noch für Welt als Moderator tätig. Ab 2001 war er Moderator der ProSieben Hauptnachrichten Newstime um 20 Uhr.